# Кримськотатарський правозахисний рух
Кримськотатарський правозахисний рух (крим. Qırımtatar uquq qorçalav areketi) виник після XX з'їзду КПРС (1956) у місцях депортації кримських татар (див. Депортація кримськотатарського народу 1944). У різні роки активну роль у його діяльності та підтримці брали Аметхан Султан, Ю. Османов, Дж. Акімов, А. Сеїтмуратова, А. Решидов, Решат Джемілєв, С. Сеїтвелієв, У. Абдураманов, Р. Мустафаєв, М. Халілов, Б. Османов, М. Селімов, А. Джеппаров, А. Аблаєв, М. Джемілєв, С. Меметов, П. Григоренко, А. Сахаров, А. Марченко, О. Костерін, Л. Алексєєва, Г. Алтунян та ін. До політичного керівництва країни складалися петиції, провадилася роз'яснювальна робота як протидія антикримськотатарській пропаганді. Відповіддю влади були незначні поступки в галузі культури та репресії. Коли на поч. 1960-х рр. було створено Союз кримськотатарської молоді за повернення на Батьківщину, то його лідерів — М. Омерова, С. Умерова — заарештували. Це не спинило рух. Продовжили його на цьому етапі «ініціативні групи» (діяли в рамках законодавства), і невдовзі загальна чисельність їхніх членів склала 5 тис. осіб, що дало змогу у 2-й пол. 1960-х рр. створити цілісну організаційну структуру руху. Посилилася агітація за повернення до Криму та відновлення Кримської Автономної РСР як національної республіки. Збиралися кошти для роботи і допомоги засудженим та їхнім сім'ям, посилалися делегації до Москви, проводилися демонстрації. Підготовлене лідерами руху звернення до XXIII з'їзду КПРС (1966) підписали понад 120 тис. осіб, у жовтні 1966 в Узбекистані повсюдно у місцях проживання депортованих були проведені масові акції з приводу 45-річчя створення Кримської Автономної Соціалістичної Радянської Республіки. У вересні 1967 в Ленінабаді (нині м. Худжанд, Таджикистан) відбулися перші нелегальні збори представників «ініціативних груп».
5 верес. 1967 Президія ВР СРСР ухвалила указ «Про громадян татарської національності, що проживали в Криму», він формально повернув кримським татарам громадянські права, а також передбачив можливість проведення обмеженого «оргнабору» переселенців до Криму. У цей же час тисячі активістів були в різних формах піддані переслідуванням.
Кримськотатарський правозахисний рух був підтриманий правозахисним рухом у СРСР, а через нього — правозахисниками з-за кордону. Одночасно активісти кримськотатарського правозахисного руху були одними із засновників створеної в СРСР Ініціативної групи з захисту прав людини (1969), брали участь у загальних правозахисних акціях.
З початку 1970-х рр. зростає число тих, хто самочинно повертався до Криму. 1973 таких було 1494 особи, вони зазнали відвертого знущання і жорстоких переслідувань з боку властей. Подальше повернення (з дозволу властей чи ні) було унеможливлено: з 1973 «оргнабір» до Криму фактично було призупинено, влада насильно почала виселяти кримських татар з Криму. 1978, опираючись повторному виселенню, Муса Мамут на знак протесту в с. Нова Мазанка (колишнє с. Беш-Терек, нині село у складі с. Донське Сімферопольського району АР Крим) здійснив самоспалення.
Після початку перебудовних процесів у СРСР (див. Перебудова) «ініціативні групи» провели 1-шу Всерос. нараду своїх представників (Ташкент, нині столиця Узбекистану, квітень 1987), на ній була сформована Центр. ініціативна група, яка добилася зустрічі із заступником голови ВР СРСР. Зустріч, однак, не дала результатів, тому в Москві пройшли акції протесту активістів руху. Чергова всесоюзна нарада представників ініціативних груп (квіт. 1988) рекомендувала крим. татарам розпочати масове переселення на Батьківщину як єдино можливу форму боротьби за свої права.
1989 ВР СРСР засудила депортацію кримськотатарського народу 1944 і цим актом зняла формальні перепони до повернення кримських татар у Крим.
Кримськотатарський правозахисний рух продовжив свою діяльність у рамках Національного руху кримських татар (помірковане крило руху, що наприкінці 1990-х рр. майже зійшло з політичної сцени) та Організації кримськотатарського національного руху. Зусиллями останньої було відроджено Курултай кримськотатарського народу і створено Меджліс кримськотатарського народу. Перший від початку масового повернення до Криму кримських татар Курултай 1991 в м. Сімферополь ухвалив декларацію про національний суверенітет кримськотатарського народу, затвердив національний прапор і національний гімн.
На початку 21 ст., коли серед кримських татар посилюються впливи радикальних партій «Адалет» («Справедливість») та «Къырым ислям фиркаси» («Ісламська партія Криму»), керівники кримськотатарських демократичних організацій та Меджлісу намагаються брати активну участь у демократичних трансформаціях українського суспільства.
Після анексії Криму була заснована організація «Кримська солідарність», яка займається моніторингом і документуванням порушень прав людини, надає правову допомогу, стежить за судовими процесами і допомагає - в тому числі і фінансово - сім'ям заарештованих. З 21 травня 2018 року її координатор Сервер Мустафаєв перебуває під вартою.